# Liste der Monuments historiques in Saint-Remimont (Vosges)
Die Liste der Monuments historiques in Saint-Remimont führt die Monuments historiques in der französischen Gemeinde Saint-Remimont auf.

## Liste der Objekte
| Bezeichnung                                  | Beschreibung           | Standort                     | Kennzeichnung | Schutzstatus | Datum | Bild |
| -------------------------------------------- | ---------------------- | ---------------------------- | ------------- | ------------ | ----- | ---- |
| Grabstein für zwei Bürger von Saint-Remimont | Stein, 16. Jahrhundert | in der Kirche St-Remi (Lage) | PM88000888    | Classé       | 1908  |      |
| Grabstein für einen Ritter und seine Frau    | Stein, 15. Jahrhundert | in der Kirche St-Remi (Lage) | PM88000887    | Classé       | 1908  |      |